# Dušikove anorganske spojine
Dušik je nekovina, ki tvori le nekaj spojin.

## Seznam
- Amonijak-NH3,
- Dušikova(III) kislina-HNO2,
- Dušikova(V) kislina-HNO3,
- Hidrazin-N2H4,